# Heautoscopia
La heautoscopia es un término utilizado en psiquiatría y neurología para definir la alucinación reduplicativa de "ver el propio cuerpo a una distancia". Se puede presentar como un síntoma de la esquizofrenia y la epilepsia. La heautoscopia se considera como posible explicación de los fenómenos de tipo doppelgänger.[cita requerida]